# Phytocoris desertinus
Phytocoris desertinus är en insektsart som beskrevs av Stonedahl 1988. Phytocoris desertinus ingår i släktet Phytocoris och familjen ängsskinnbaggar. Inga underarter finns listade i Catalogue of Life.